# Wolfson College w Oksfordzie
Wolfson College – jedno z kolegiów wchodzących w skład University of Oxford, przeznaczone wyłącznie dla magistrantów i doktorantów, nieprzyjmujące natomiast słuchaczy studiów licencjackich. 
Według stanu na rok 2012 liczyło ono ok. 600 studentów. 

## Historia
Kolegium powstało w 1965 pod nazwą Iffley College z inicjatywy władz centralnych Uniwersytetu, które chciały znaleźć miejsce dla coraz liczniejszych członków kadry naukowej nieprzynależących do żadnego z istniejących kolegiów. W 1966 na jego czele stanął historyk i filozof, prof. Isaiah Berlin. Dzięki jego staraniom patronat nad kolegium objęły dwie fundacje: amerykańska Ford Foundation oraz brytyjska, prowadzona przez szkockiego przedsiębiorcę i filantropa Isaaca Wolfsona, od którego nazwiska Kolegium wzięło swoją nową nazwę. 

## Znani absolwenci
- Artur Ekert – fizyk
- Nigel James Hitchin – matematyk